# Víctor García Estévez
Víctor Manuel García Estévez, (Miranda de Ebro, provincia de Burgos, 5 de abril de 1981) es un ciclista español, que fue profesional en 2006 y que actualmente corre en categoría Profesional-Continental en el equipo mexicano Canels Specialized.
Como amateur ha destacado imponiéndose en la Vuelta a León y Vuelta a Tenerife (en 2004), de nuevo la Vuelta a Tenerife y el Memorial Valenciaga (en 2005) además del campeonato de España para elites sin contrato profesional, y tras su marcha a México en la prueba profesional de la Ruta del Centro (en 2012,  2013 y 2017) entre otras.

## Palmarés
2011
- 2.º en la Vuelta Higuito
- Vuelta Michoacán

2012
- Ruta del Centro

2013
- Ruta del Centro
- Vuelta Michoacán

2015
- 1 etapa de la Vuelta a México

2016
- Vuelta Internacional Baja California Sur
- 1 etapa de la Vuelta a Costa Rica

2017
- Ruta del Centro, más 1 etapa